# Эдвардс, Карсен
Карсен Кэйд Эдвардс (англ. Carsen Cade Edwards; род. 12 марта 1998, Хьюстон, Техас) — американский профессиональный баскетболист, выступающий за итальянский клуб «Виртус» (Болонья). Играет на позиции разыгрывающего защитника.

## Карьера

### Университет

#### Сезон 2016/2017
Эдвардс на университетском уровне выступал за «Пердью Бойлермейкерс» из университета Пердью. Уже с первого сезона Эдвардс начал оказывать значительное влияние на игру своей команды. В общей сложности в первом сезоне он 35 раз появлялся на площадке (21 раз в стартовом составе), набирал в среднем 10,3 очка, 2,6 подбора и 1,8 ассиста в среднем за игру. Также он стал единственным новичком конференции Big Ten, который сумел сделать 45 трёхочковых (49) и 35 перехватов (36).

#### Сезон 2017/2018
22 февраля 2018 года Эдвардс набрал рекордное для себя 40 очков в матче против Университета Иллинойс. В среднем за сезон он набирал 18,5 очков, 3,8 подбора и 2,8 ассиста. В сезоне 2017/2018 Эдвардс уже проявил себя как лидер своей команды, был удостоен Приза имени Джерри Уэста, а также попал в первую сборную конференции Big Ten. В конце сезона он заявился на драфт НБА 2018 года, не наняв агента. Однако после участия в драфт Комбайне он воспользовался опцией продолжить своё обучение в университете.

#### Сезон 2018/2019
Сезон 2018/2019 Эдвардс увеличил свою результативность до 24,3 очков за игру и время проведенное на площадке до 35,4 минут в среднем за игру, но сильно пострадала реализация бросков с игры (упала с 45,8% до 39,4%) и реализация трёхочковых (с 40,6% до 39,4%). Эдвардс был включён во вторую всеамериканскую сборную NCAA 2019 года.
«Пердью Бойлермейкерс» попали в плей-офф турнира первого дивизиона NCAA 2019 года с общим 12 посевом. В первом раунде коллектив ведомый Эдвардсом без проблем обыграл университет Олд Домининион 61 : 48. Во втором раунде 23 марта 2019 года «Пердью» встретились с на тот момент действующим чемпионом «Вилланова Уайлдкэтс», Эдвардс проявил себя просто великолепно и установил свой личный рекорд результативности, набрав 42 очка, и помог добиться убедительной победы 87 : 61. В 1/16 финала Эдвардс набрал 29 очков в победном матче против «Теннесси Волонтирс». В 1/8 финала. В 1/8 финала «Пердью» встретились с главным фаворитом турнира и будущим чемпионом командой «Виргиния Кавальерс», Эдвардс в этой игре установил свой личный рекорд, а также рекорд своей команды по трёхочковым, реализовав 10 попаданий из-за дуги, всего одного попадания не хватило до повторения исторического рекорда по реализованным трёхочковых в одном матче. Также в этой игре он повторил свой рекорд по набранным очкам, установленный 7 дней назад (42 очка, из них 2 в овертайме). Однако «Пердью» проиграл «Виргинии Кавальерс» в овертайме 80 : 75 и вылетел из турнира. По результатам всего плей-офф он был признан самым выдающимся игроком в Южном регионе. Эдвардс установил рекорд по количеству реализованных трёхочковых (28) в плей-офф турнира первого дивизиона NCAA. Предыдущий рекорд (27) рекорд был установлен в 1989 году Гленом Райсом за 6 игр, Эдвардсу же понадобилось для рекорда всего 4 игры.
Эдвардс отказался от последнего года обучения в университете и принял решение заявиться на драфт НБА 2019 года.

### Профессиональная карьера
20 июня 2019 года Эдвардс был выбран на драфте под общим 33-м номером командой «Бостон Селтикс», право этого выбора досталось «Бостону» в результате обмена драфт-пиками с «Филадельфией Севенти Сиксерс» в день драфта. В Летней лиге НБА Эдвардс набирал в среднем 19,4 очков за 5 матчей. 14 июля 2019 года «Селтикс» подписали четырёхлетний контракт с Эдвардсом. 23 октября 2019 года Эдвардс дебютировал в лиге в матче против «Филадельфии» и набрал 3 очка и 1 подбор. 13 ноября 2019 года Эдвардс установил свой личный рекорд результативности в НБА, набрав 18 очков в победном матче против «Мемфис Гриззлис». В свой первый сезон Эдвардс провёл 13 матчей за фарм-клуб «Бостона» — «Мэн Ред Клоз», в среднем набирал по 22,2 очка за игру в Джи-Лиге.
6 ноября 2021 года Эдвардс присоединился к клубу «Солт-Лейк-Сити Старз» из Джи-Лиги НБА.
3 апреля 2022 года Эдвардс подписал двухлетний контракт с «Детройт Пистонс». В своей первой игре в составе «Пистонс» Эдвардс набрал 13 очков, сделал 9 передач и 3 подбора за 31 минуту игры. 30 июня «Пистонс» не стали активировать опцию команды в контракте Эдвардса, сделав его свободным агентом.
31 июля 2022 года Эдвардс подписал контракт с турецкой командой «Фенербахче».
21 июля 2023 года Эдвардс подписал контракт с немецкой командой «Бавария». 14 июня 2024 года «Бавария» обыграла «Альбу» в финале и стала чемпионом баскетбольной бундеслиги. Эдвардс был назван самым ценным игроком финала. 3 апреля 2025 года Эдвардс побил несколько рекордов Евролиги в первой четверти матча против тель-авивского «Маккаби»: наибольшее количество точных трёхочковых бросков за четверть (8) и очков за четверть (26).
11 июля 2025 года Эдвардс подписал контракт с итальянским клубом «Виртус» (Болонья).

## Международная карьера
Эдвардс был частью сборной США на чемпионате мира для игроков до 19 лет в 2017 году, где занял 3 место.
Также в 2017 году Эдвардс со своей сборной занял 2 место на Универсиаде.

## Статистика

### Статистика в НБА
| Сезон                                                                                    | Команда | Регулярный сезон | Регулярный сезон | Регулярный сезон | Регулярный сезон | Регулярный сезон | Регулярный сезон | Регулярный сезон | Регулярный сезон | Регулярный сезон | Регулярный сезон | Регулярный сезон | Серия плей-офф | Серия плей-офф | Серия плей-офф | Серия плей-офф | Серия плей-офф | Серия плей-офф | Серия плей-офф | Серия плей-офф | Серия плей-офф | Серия плей-офф | Серия плей-офф |
| Сезон                                                                                    | Команда | GP               | GS               | MPG              | FG%              | 3P%              | FT%              | RPG              | APG              | SPG              | BPG              | PPG              | GP             | GS             | MPG            | FG%            | 3P%            | FT%            | RPG            | APG            | SPG            | BPG            | PPG            |
| ---------------------------------------------------------------------------------------- | ------- | ---------------- | ---------------- | ---------------- | ---------------- | ---------------- | ---------------- | ---------------- | ---------------- | ---------------- | ---------------- | ---------------- | -------------- | -------------- | -------------- | -------------- | -------------- | -------------- | -------------- | -------------- | -------------- | -------------- | -------------- |
| 2019/20                                                                                  | Бостон  | 37               | 0                | 9,8              | 32,8             | 31,6             | 68,4             | 1,3              | 0,6              | 0,3              | 0,1              | 3,3              | 1              | 0              | 3,0            | 0,0            | 0,0            | 0,0            | 1,0            | 0,0            | 0,0            | 0,0            | 0,0            |
| 2020/21                                                                                  | Бостон  | 31               | 1                | 8,9              | 44,1             | 27,6             | 58,1             | 0,8              | 0,5              | 0,2              | 0,0              | 4,0              | 2              | 0              | 2,5            | 66,7           | 50,0           | 0,0            | 0,5            | 0,0            | 0,8            | 0,6            | 2,5            |
|                                                                                          | Всего   | 68               | 1                | 9,2              | 37,2             | 30,2             | 75,0             | 1,1              | 0,6              | 0,3              | 0,1              | 3,6              | 3              | 0              | 2,7            | 66,7           | 50,0           | 0,0            | 0,7            | 0,0            | 0,8            | 0,6            | 2,5            |
| Наведите курсор мыши на аббревиатуры в заголовке таблицы, чтобы прочесть их расшифровку. |         |                  |                  |                  |                  |                  |                  |                  |                  |                  |                  |                  |                |                |                |                |                |                |                |                |                |                |                |

### Статистика в Джи-Лиге
| Сезон                                                                                    | Команда      | Регулярный сезон | Регулярный сезон | Регулярный сезон | Регулярный сезон | Регулярный сезон | Регулярный сезон | Регулярный сезон | Регулярный сезон | Регулярный сезон | Регулярный сезон | Регулярный сезон | Серия плей-офф | Серия плей-офф | Серия плей-офф | Серия плей-офф | Серия плей-офф | Серия плей-офф | Серия плей-офф | Серия плей-офф | Серия плей-офф | Серия плей-офф | Серия плей-офф |
| Сезон                                                                                    | Команда      | GP               | GS               | MPG              | FG%              | 3P%              | FT%              | RPG              | APG              | SPG              | BPG              | PPG              | GP             | GS             | MPG            | FG%            | 3P%            | FT%            | RPG            | APG            | SPG            | BPG            | PPG            |
| ---------------------------------------------------------------------------------------- | ------------ | ---------------- | ---------------- | ---------------- | ---------------- | ---------------- | ---------------- | ---------------- | ---------------- | ---------------- | ---------------- | ---------------- | -------------- | -------------- | -------------- | -------------- | -------------- | -------------- | -------------- | -------------- | -------------- | -------------- | -------------- |
| 2019/20                                                                                  | Мэн Ред Клоз | 13               | 9                | 34,3             | 43,3             | 28,0             | 74,2             | 5,2              | 3,2              | 1,8              | 0,1              | 22,2             | Не участвовал  | Не участвовал  | Не участвовал  | Не участвовал  | Не участвовал  | Не участвовал  | Не участвовал  | Не участвовал  | Не участвовал  | Не участвовал  | Не участвовал  |
|                                                                                          | Всего        | 13               | 9                | 34,3             | 43,3             | 28,0             | 74,2             | 5,2              | 3,2              | 1,8              | 0,1              | 22,2             | Не участвовал  | Не участвовал  | Не участвовал  | Не участвовал  | Не участвовал  | Не участвовал  | Не участвовал  | Не участвовал  | Не участвовал  | Не участвовал  | Не участвовал  |
| Наведите курсор мыши на аббревиатуры в заголовке таблицы, чтобы прочесть их расшифровку. |              |                  |                  |                  |                  |                  |                  |                  |                  |                  |                  |                  |                |                |                |                |                |                |                |                |                |                |                |

### Статистика в колледже
| Сезон                                                                                   | Команда | GP  | GS | MPG  | FG%  | 3P%  | FT%  | RPG | APG | SPG | BPG | PPG  |  |
| --------------------------------------------------------------------------------------- | ------- | --- | -- | ---- | ---- | ---- | ---- | --- | --- | --- | --- | ---- |  |
| 2016/17                                                                                 | Пердью  | 35  | 21 | 23,2 | 38,2 | 34,0 | 73,3 | 2,6 | 1,8 | 1,1 | 0,1 | 10,3 |  |
| 2017/18                                                                                 | Пердью  | 37  | 36 | 29,5 | 45,8 | 40,6 | 82,4 | 3,8 | 2,8 | 1,1 | 0,2 | 18,5 |  |
| 2018/19                                                                                 | Пердью  | 36  | 36 | 35,4 | 39,4 | 35,5 | 83,7 | 3,6 | 2,9 | 1,3 | 0,3 | 24,3 |  |
|                                                                                         | Всего   | 108 | 93 | 29,4 | 41,2 | 36,8 | 81,5 | 3,4 | 2,5 | 1,2 | 0,2 | 17,8 |  |
| Наведите курсор мыши на аббревиатуры в заголовке таблицы, чтобы прочесть их расшифровку |         |     |    |      |      |      |      |     |     |     |     |      |  |